# راس البيشة
راس البيشة هي منطقة ساحلية عراقية عند رأس الخليج العربي، في آخر نقطة من أقصى جنوب شبه جزيرة الفاو، في نهاية الجرف القاري للعراق، وشكلها رأس مثلث، وتُعتبر مصبَّ شط العرب، وأقصى منطقة برية عراقية داخلةٍ في الخليج العربي، ومطلّة عليه، وهي بوابة خروج بعض سفن النفط العراقي المصدّر وموضع مراقبة السفن والقوارب الداخلة إلى شط العرب، يلتقي عند طرفها الجنوبي شطُّ العرب وخور عبد الله، رأس البيشة أرض تخلو من النخل نسبياً، وليس فيها غير جذوع أشجار متفحمة، وهي أقرب نقطة في الفاو إلى جمهورية إيران، المسافة بين رأس البيشة ومركز الفاو 5 كيلومترات، يبلغ امتداد الساحل العراقي على الخليج العربي 80 أو 70 أو 57 كيلومتراً أو 38 ميلاً بحرياً ابتداءً من راس البيشة إلى أم قصر ، ذُكر في كتاب دليل الجمهورية العراقية لسنة 1960م أن الحدود البرية للعراق 3630 كيلومتراً، "والبحرية 60 كيلومتراً، أي نحواً من 38 ميلاً وهي حدود قصيرة تمتد من رأس بيشة إلى أم قصر على ساحل الخليج العربي"، يقابل رأس البيشة جزيرة بوبيان الكويتية غرباً. وفي ليلة التاسع فالعاشر من شهر شباط سنة 1986 أثناء الحرب الإيرانية العراقية المسماة قادسية صدام احتلّ الجيش الإيراني مثلث الفاو، البالغ طوله نحو 40 كيلومتراً، ورأس المثلث هو منطقة رأس البيشة وقاعدته الشرقية مدينة الفاو وقاعدته الغربية منطقة المملحة المطلة على خور عبد الله، وبعد الاحتلال الأمريكي للعراق، أصبحت رأس البيشة منطقة عسكرية محظورة بسبب نشاطات التهريب هناك، وفي 13 كانون الثاني سنة 2013، أعلنت الحكومة العراقية عن اعتقال 4 دبلوماسيين إيرانيين في منطقة راس البيشة، وفي التحقيق قال الدبلوماسيون "أنهم كانوا يبحثون عن رفات جنود إيرانيين قُتلوا في هذه المنطقة خلال الحرب الإيرانية العراقية، رأس البيشة تابعة لناحية الخليج العربي التابعة لقضاء الفاو. وفي رأس البيشة موقع مشروع ميناء الفاو الكبير [محل شك].

## معنى الاسم
تهجئتها راس البيشة ورأس البيشة ورأس بيشة، ذُكر رأيان في تفسير معنى «البيشة»، الأول أنها من البشّة باللهجة العراقية ومعناها الوزّة والبطّة، ورأس البشة أي منقار البطّة، لأن شكل منطقة راس البيشة كمنقار الإوز، والرأي الثاني قاله الدكتور سعد متي بطرس، أن البيشة معناها الشيطان باللغة السريانية، فسُمّيت رأس الشيطان لأن بها السفن حين تمر متوجهةً إلى شط العرب تنحرف وتضطرب بوصلتها، وسُمّي ذلك الممر المائي مضيق الشيطان. علماً بأن اسم «بيشة» مستعمل في بلدان أخرى كالسعودية ومصر.

## الجغرافية

### تحديد موقعها
قال كاظم فنجان «تتشكل جميع إحداثيات المواقع، والأماكن الساحلية في كوكب الأرض من النقاط المتولدة من تقاطع بعدين فقط. أو من تقاطع محورين اثنين لا ثالث لهما. هما محور خط العرض ومحور خط الطول. ويعبر عن إحداثيات تحديد المواقع في علم الرياضيات بمحوري (X , Y). أو (س، ص). باستثناء منطقة رأس البيشة. التي لا يمكن تحديد موقعها إلا بتقاطع ثلاثة أبعاد. فقد شاءت إرادة الله تعالى أن تمنحها بعدا ثالثا، يميزها عن غيرها من المناطق الساحلية بهذه الميزة الفريدة. ويعطيها حرية الحركة والتمرد على قوانين المكان. فهذه المنطقة مرهونة بالبعد الثالث. وهو البعد الزمني الذي يحدد موقعها الصحيح على الخارطة. ولا يجوز أن نذكر إحداثيات موقع منطقة رأس البيشة من دون أن نشير إلى السنة التي سجل فيها ذلك الموقع. فهي لا تقف عند حدود المكان كبقية المناطق. ولا تتسمر في موضعها أبدا. ويعزى ذلك إلى كونها منطقة زاحفة على الدوام باتجاه البحر. بسبب انشغالها بعملية البناء المرتبطة بظاهرة الإرساب الطبيعية. التي كانت وما تزال صفة ملازمة لمصب نهر شط العرب في شمال حوض الخليج العربي. فالحدود الجنوبية لساحل رأس البيشة غير مستقرة على حال وتتقدم سنويا نحو البحر بفعل تراكمات الكميات الهائلة من الأطيان المضافة إليها كل عام. ولو قمنا بتثبيت ركيزة من الخرسانة المسلحة على الخط الساحلي الطيني لرأس البيشة عند انحسار الجزر هذا العام (2007). وعدنا إليها عام 2010 . لوجدنا أن تلك الركيزة أصبحت تماما على اليابسة. وتحيط بها الأراضي الصلبة، ولم تعد تلامسها مياه البحر. وخير دليل على ذلك نذكر أن سارية الفاو الجنوبية التي نصبتها شركة الهند الشرقية على ساحل رأس البيشة قبل قرنين من الزمان. تقع الآن داخل بساتين الفاو. وكانت العوامة الملاحية رقم (12) تقع بمحاذاة رأس البيشة تماما في العام 1980, ولا تبعد كثيرا عن موقع الجسر الأنبوبي الحالي. أما الآن فإن ساحل رأس البيشة غادرها جنوبا، وابتعد عن موقع ذلك الجسر الأنبوبي بحوالي ميل بحري واحد تقريبا. وكان الفنار الملاحي (F) (1) عام 1980 يقع جنوب ساحل رأس البيشة بمسافة ميل ونصف الميل تقريبا. بينما نجده اليوم قريبا من الخط الساحلي. . وبمراجعة سريعة للخرائط الملاحية الدقيقة المرسومة في الأعوام المنصرمة، ومقارنتها مع واقع رأس البيشة الآن. ستجد أن المسافة بين الأرصفة النفطية في الفاو والساحل الجنوبي لرأس البيشة. قد تباعدت خلال السنوات اللاحقة بشكل ملفت للنظر. وهذه دلالات أكيدة على أهمية الإشارة إلى البعد الثالث (البعد الزمني). عند التحدث عن موقع رأس البيشة. وأن لا تكون إحداثيات هذا الموقع مقتصرة على تثبيت تقاطعات خطوط الطول والعرض فقط».

### قياس المياه الإقليمية
قال عامر عبد الجبار "البعض من المسؤولين في الخارجية استند إلى المادة 5 من قانون البحار وقال بأن حدود بحرنا الإقليمي يعتبر من رأس البيشة إلى عمق 12 ميل بحري باتجاه الخليج العربي جنوبا أي لغاية ميناء البصرة النفطي وميناء العميّة النفطي وهنا يقع غبن كبير على العراق فاتصلتُ بأحد الإخوة المعنيين وقلت له إرجعوا إلى المادة 11 والمادة 12 فبموجبهما يحق للعراق احتساب بَحرِهِ الإقليمي من ميناء البصرة النفطي وليس من رأس البيشة إلى غاية 12 ميل بحري داخل الخليج العربي أي يصبح بحرنا الإقليمي 24 ميل بحري من رأس البيشة باتجاه الخليج العربي وليس 12 ميل بحري لأن المادة 5 تعتبر القياس 12 ميل بحري من آخر نقطة على اليابسة ولكن المادة 11 والمادة 12 أعطت حق القياس ابتداءاً من ميناء البصرة النفطي ومن ميناء العمية النفطي لأنها مرافئ متصلة مع اليابسة بأنابيب وعليه يحق للعراق الدخول في عمق الخليج العربي 12 ميل بحري كبحر إقليمي عراقي ويمكننا التنقيب عن النفط في هذه المنطقة ولكن هنالك محاولات أعتقد وراءها دول الجوار لإقناع الساسة في العراق بأن البحر الإقليمي العراقي هو فقط 12 ميل اعتبارا من رأس البيشة وفقا للمادة 5 من قانون البحار.